# Lay All Your Love on Me
Lay All Your Love on Me, originariamente chiamato Yarrafat, è un singolo del gruppo musicale svedese ABBA, pubblicato nel 1981 come terzo estratto dall'album in studio Super Trouper.

## Descrizione

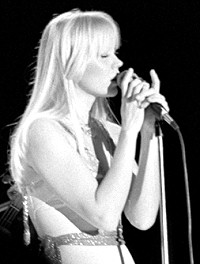
Agnetha Fältskog, la voce principale di Lay All Your Love on Me (Oslo, 28 gennaio 1977)

Lay All Your Love on Me è un brano elettro-disco composto da Benny Andersson e Björn Ulvaeus, con Agnetha Fältskog come voce principale. La registrazione iniziò ai Polar Music Studios di Stoccolma il 9 settembre 1980, ed il mixaggio finale avvenne il 10 ottobre del medesimo anno.
Il brano è noto anche per la caratteristica di avere un suono vocale discendente alla fine di ogni verso. Questo si otteneva mandando la voce in un dispositivo armonizzatore, che era impostato in modo da produrre una versione della voce con un'intonazione lievemente inferiore. A sua volta l'output era rinviato al proprio input, in tal modo riducendo in continuazione l'altezza del canto. Andersson e Ulvaeus sentivano che il coro della canzone suonava come un inno, così una parte delle voci coristiche veniva "processata" con un vocoder, per ricreare il sound di una congregazione religiosa salmodiante nella propria chiesa, leggermente fuori tonalità.
Gli ABBA non fecero un video promozionale per il brano, quindi la Epic Records assemblò alla meno peggio — usando lacerti dai filmati disponibili degli ABBA — un video che venne successivamente messo in onda alla televisione britannica. Era disponibile nella videocassetta ABBA Gold: Greatest Hits del 1992, seguita dalla versione in DVD dieci anni dopo.

## Successo commerciale
Fu pubblicato nel formato 12 pollici in zone limitate, invece che nel formato standard da 7 pollici. All'epoca fu il disco da 12 pollici che vendette più copie nelle classifiche britanniche, dove raggiunse la settima posizione. Lay All Your Love on Me compare nella raccolta di successi ABBA Gold: Greatest Hits.
Vanta un discreto numero di cover. Costituisce la base musicale di un balletto in Mamma Mia! e nel successivo film del 2008.
Poiché non era stata concepita come un "brano singolo", Lay All Your Love on Me non fu diffusa al pubblico prima del 1981, ad un anno dalla sua registrazione. Fu solo dopo che una versione remixata aveva ottenuto un grande risultato di popolarità, che raggiunse il vertice della classifica Hot Dance Club statunitense (come fecero "Super Trouper" e "On and On and On").
Questo spiegherebbe la scelta di pubblicare il brano nel formato 12 pollici in zone limitate, invece che nel formato standard da 7 pollici. In termini generali di graduatorie, non ebbe di per sé un riscontro particolarmente brillante: attinse la settima posizione nel Regno Unito, rappresentando il piazzamento (singolo) più scadente degli ABBA dai tempi di "I Do, I Do, I Do, I Do, I Do" (1975). Nondimeno, all'epoca il settimo posto era il miglior risultato mai ottenuto da un singolo da 12'' nel Regno Unito.

Lay All Your Love on Me si classificò anche in altri Paesi: 8º posto in Irlanda, 14° in Belgio, 26° in Germania Ovest.

## Cover
Le versioni principali sono quelle di Information Society
e di Helloween.

### Versione degli Information Society
Gli Information Society, un gruppo originario del Minnesota, inserirono una cover del brano nel primo album in studio eponimo del 1988; il brano nell'estate 1989, raggiunse l'83ª posizione nella classifica Billboard Hot 100. Fu anche collocata nella compilation ABBA: A Tribute - The 25th Anniversary Celebration.
Elenco delle "tracce"
1. Lay All Your Love on Me (Justin Strauss Remix)
2. Lay All Your Love on Me (Restricted Re-mix)
3. Lay All Your Love on Me (Prohibited Dub)
4. Lay All Your Love on Me (Radio Hot Mix)
5. Lay All Your Love on Me (Phil Harding Metal Mega-Mix)
6. Funky at 45

### Versione degli Helloween
Si trova nell'album Metal Jukebox (1999). È stata anche pubblicata come singolo in Giappone.
Elenco delle tracce singole
1. Lay All Your Love on Me (ABBA cover) – 4:38
2. From Out of Nowhere (Faith No More cover) – 3:21
3. Something (The Beatles cover) – 3:09

Crediti
- Andi Deris - voce
- Roland Grapow - chitarra solista e accompagnamento
- Michael Weikath - chitarra solista e accompagnamento
- Markus Großkopf - chitarra basso
- Uli Kusch - percussioni

### Altre cover

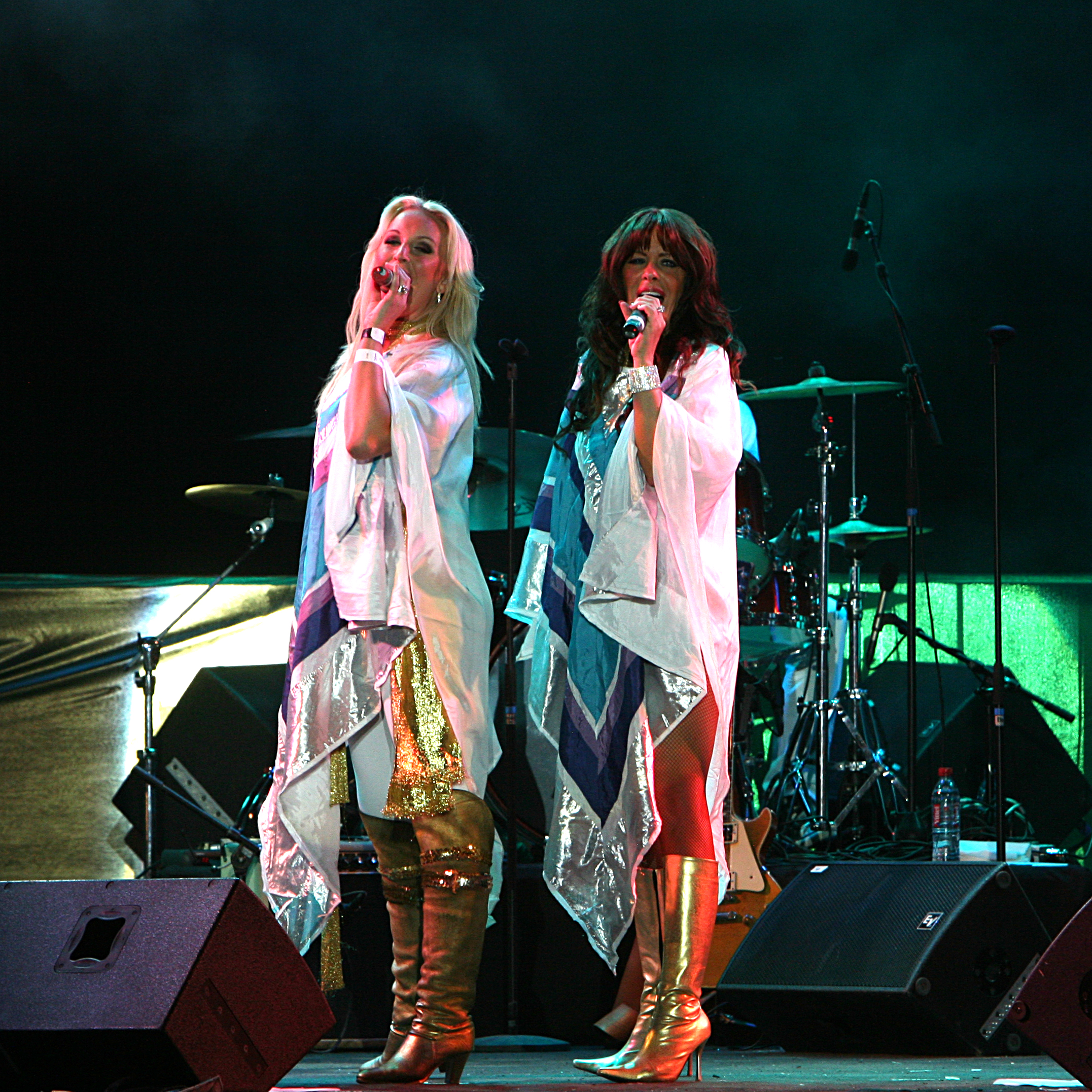
Una band rievoca i successi degli ABBA all'evento LGBT Europride 2008 a Stoccolma.

- Il gruppo inglese rivale degli ABBA, Brotherhood of Man, registrò una cover nell'album 20 Disco Greats.[16]
- Una cover hi-NRG[17] fu pubblicata da Poison 9[18] in un singolo "dance" diffuso in Gran Bretagna nel 1986.
- La canzone venne riproposta nell'EP Abba-esque[19] degli Erasure, che raggiunse la vetta della classifica inglese nel 1992.
- La band electropop argentina Miranda! registrò anch'essa una cover.[20]
- Cover del San Francisco Gay Men's Chorus[21] nell'album ExtrABBAganza!.[22]
- La popstar inglese Cliff Richard ha registrato una sua versione della canzone in esame, e l'ha eseguita in concerti dal vivo.
- Il gruppo pop svedese A*Teens ha incluso una sua cover in The ABBA Generation.[23] La loro versione omette il verso finale della canzone.
- Il gruppo pop inglese Steps registrò la canzone per l'album ABBAmania ed uno "special" televisivo nel 1999.[24] Il successivo album ABBAMania 2 conteneva una cover eseguita dalle attrici inglesi Charlotte Bellamy[25] da Emmerdale e Jane Danson[26] da Coronation Street.
- Il cantante svedese Michael Michailoff[27] ne ha registrato una versione acustica, diffusa come singolo.[28]
- Cover di Yolanda[29] nella compilation Abbalicious, un album tribute[30] eseguito da drag queens americane.[31]
- Cover (accentuatamente) "dance" di vari artisti: Abbacadabra (attraverso Almighty Records),[32] il gruppo eurodance tedesco E-Rotic[33] nell'album tribute[34] del 1997 Thank You For The Music[35], Housecream[36], Ecstatica nella compilation Lay All Your Love On ABBA,[37] Euphorica nel loro album del 2003 ABBA Dance[38], Abilar con la partecipazione di Sia per la compilation del 2004 Absolute Hitmania[39], e DJ Ensemble nel loro tribute del 2006 Trancing Queen.[40]
- Gli Honest Touch[41] hanno registrato una versione pop orchestrale per il loro album Memories From A Dream.
- Una cover dance è stata registrata dai Sylver nel loro album Crossroads del 2006. Giudicata generalmente un brano di buona fattura, è stata anche il primo loro singolo.
- Altra cover nel progetto di musica symphonic metal Avantasia nell'EP del 2007 Lost in Space - Part 1.[42]
- Gli artisti scozzesi Connie Palermo ne hanno registrato una cover acustica. Se ne può ascoltare un estratto nella loro pagina di MySpace.[43]
- La band indie libanese Scrambled Eggs ne ha registrato una cover alternative rock. Se ne può ascoltare un estratto nella loro pagina di MySpace.[44]

## Esecuzioni cover dal vivo
- Questo brano nel musical Mamma Mia! e nel film omonimo è interpretata dai personaggi di Sophie e Sky[45] (i due giovani che dovrebbero sposarsi) che ricordano le emozioni del loro incontro ed esprimono l'intensità del loro amore nel momento scenico.
- La band canadese Woodpigeon ha eseguito la canzone durante una sessione dal vivo per la rivista inglese di musica PULP. Su YouTube è possibile vederne il filmato.

## Ispirazioni
Nel 1982 la pop band jugoslava Zana prese la melodia come base per il suo più grande successo Dodirni mi kolena. Non si sa se i membri di Zana abbiano mai riconosciuto a Andersson ed Ulvaeus la qualità di coautori del loro "pezzo forte".
Stessa cosa è avvenuta nel 1998, quando il gruppo olandese Vengaboys ha interpolato la melodia del brano per il loro singolo di successo Boom, Boom, Boom, Boom!!, accreditando Andersson e Ulvaeus tra gli autori della canzone.